# Giorgi Tsintsadze
Giorgi Tsintsadze (in georgiano გიორგი ცინცაძე?; Tbilisi, 7 febbraio 1986) è un cestista georgiano.

## Carriera
Con la Georgia ha disputato cinque edizioni dei Campionati europei (2011, 2013, 2015, 2017, 2022).

## Palmarès
- Campionato russo: 1

CSKA Mosca: 2003-04
- Campionato estone: 2

Tartu Ülikooli: 2006-07, 2007-08
- Campionato ucraino: 1

Budivelnyk Kiev: 2012-13
- ULEB Cup: 1

Dinamo Mosca: 2005-06
- Campionato georgiano: 1

TSU Tbilisi: 2022-23